# Kundratice (Přimda)
Kundratice jsou malá vesnice, část města Přimda v okrese Tachov v Plzeňském kraji. Nachází se asi čtyři kilometry východně od Přimdy. Kundratice leží v katastrálním území Kundratice u Přimdy o rozloze 3,35 km².

## Historie
První písemná zmínka o vesnici pochází z roku 1344.

## Obyvatelstvo
| Rok            | 1869 | 1880 | 1890 | 1900 | 1910 | 1921 | 1930 | 1950 | 1961 | 1970 | 1980 | 1991 | 2001 | 2011 | 2021 |
| -------------- | ---- | ---- | ---- | ---- | ---- | ---- | ---- | ---- | ---- | ---- | ---- | ---- | ---- | ---- | ---- |
| Počet obyvatel | 215  | 209  | 186  | 201  | 217  | 208  | 204  | 88   | 75   | 63   | 42   | 35   | 46   | 43   | 53   |
| Počet domů     | 43   | 43   | 41   | 43   | 41   | 41   | 40   | 23   | 23   | 19   | 16   | 13   | 18   | 18   | 21   |

## Obecní správa
Při sčítání lidu v letech 1850–1960 Kundratice byly samostatnou obcí v okrese Tachov. V letech 1961–1979 byly částí obce Velké Dvorce v okrese Tachov. Od 1. ledna 1980 jsou částí města Přimda v okrese Tachov.

## Pamětihodnosti
- Socha svatého Jana Nepomuckého
- Kaple svatého Antonína

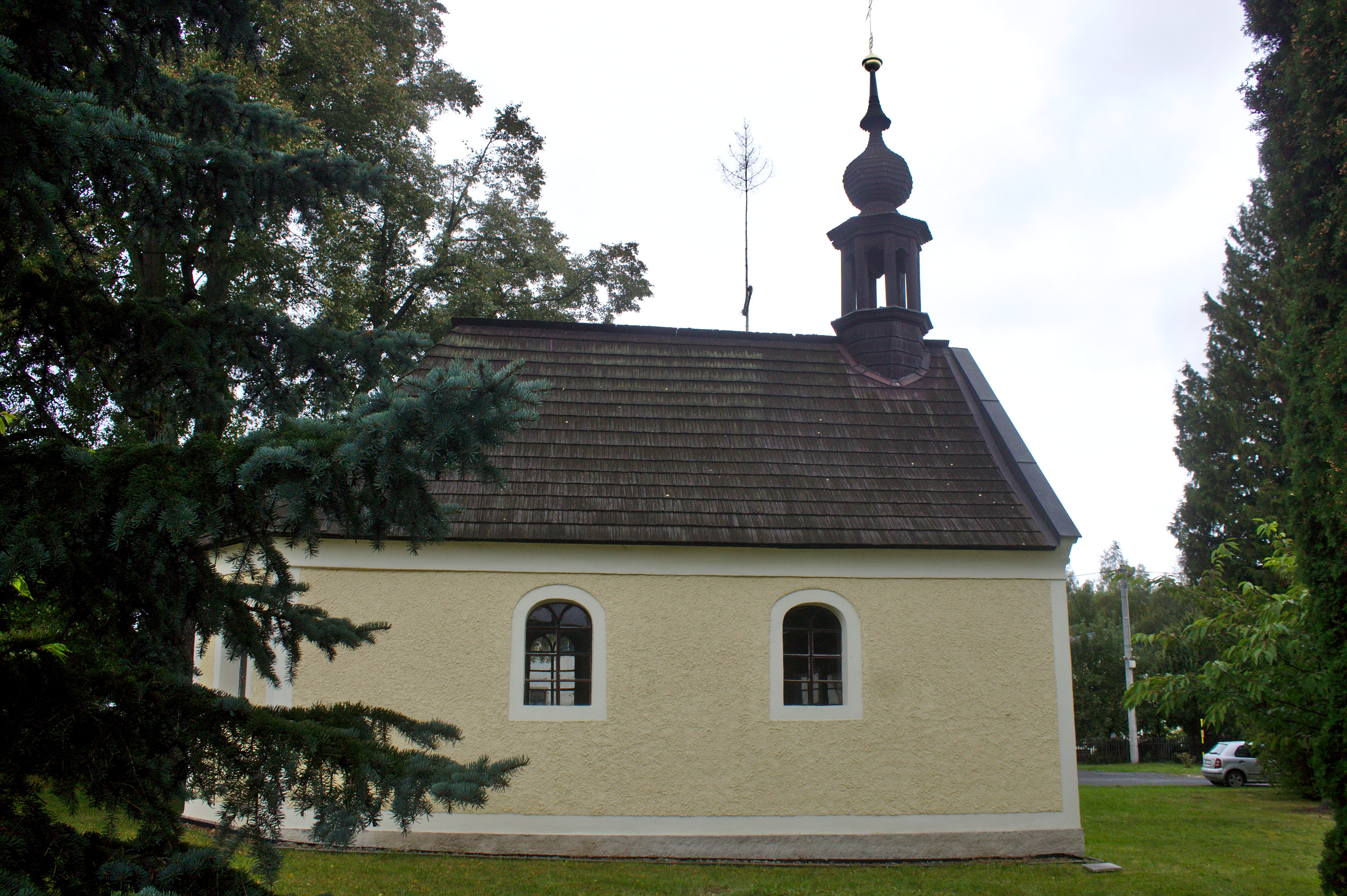
kaple svatého Antonína
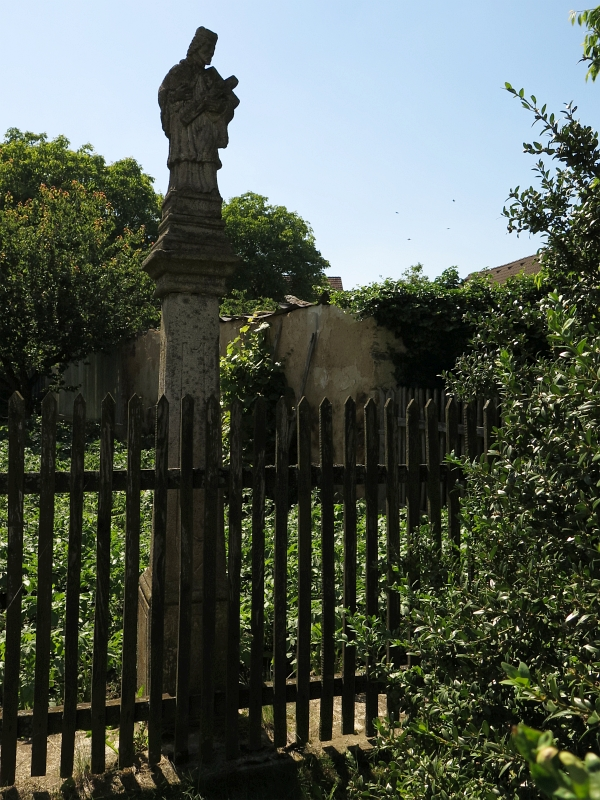
socha svatého Jana Nepomuckého